# Muellerina eucalyptoides
Muellerina eucalyptoides är en tvåhjärtbladig växtart som först beskrevs av Dc., och fick sitt nu gällande namn av Bryan Alwyn Barlow. Muellerina eucalyptoides ingår i släktet Muellerina och familjen Loranthaceae. Inga underarter finns listade i Catalogue of Life.